# Pedro Ipiña "Morenito de Sestao"
Pedro Ipiña Beaskoetxea (Morenito de Sestao) (n. 5 de diciembre de 1903 Aranzazugoiti, Aránzazu, Vizcaya - 21 de octubre de 1985 Basauri, Vizcaya), fue un torero y político español.
Hijo de Juan José Ipiña e Isabel Beaskoetxea, fue el segundo de cinco hermanos (Tomás, Pedro, Damián, Eujenio y Mari). En casa eran muchos y no sobraba el dinero; tras unos años de entrenamiento y esfuerzo, por fin consigue una oportunidad de la mano del que será su apoderado D. José Sobrevila y debuta el 4 de marzo de 1926 en la Plaza de toros de Vista Alegre cubriendo una temporada brillante en la que tomó parte en 28 corridas, poniéndose delante de 44 toros y cortando 28 orejas.
Durante su periodo en activo cosechó grandes e importantes triunfos de manera repetitiva compartiendo cartel con grandes figuras de la época como los rejoneadores Pedro Lecumberri y Antonio Marcet y maestros de la talla de Cayetano Ordóñez, Jaime Noaín, Enrique Bartolomé, Torquito III, Lagartito y así un largo etcétera.
Recorrió la geografía estatal toreando en cosos como la Plaza de toros de las Arenas (Barcelona), Plaza de toros de Vistalegre, Plaza de toros de Gerona (Santa Eugenia), Plaza de toros de San Sebastián, Plaza de toros de Zaragoza, Plaza de toros de La Glorieta (Salamanca), Plaza de toros de Medina de Pomar, entre otras.
El 31 de octubre de 1928, viajaba en motosidecar junto a Marcelo Barrenetxea; Marcelo conducía la motocicleta cuando a la altura del punto denominado como Ugarte, en la localidad vizcaína de Galdácano, chocaron contra un tranvía y volcaron. Pedro sufrió fracturas en la pierna izquierda y Marcelo fue sacramentado y se le realizó la trepanación por parte del doctor San Sebastián.
Suspendió varias corridas a causa del accidente pero volvería a torear posteriormente hasta su retirada.

## Actividad política

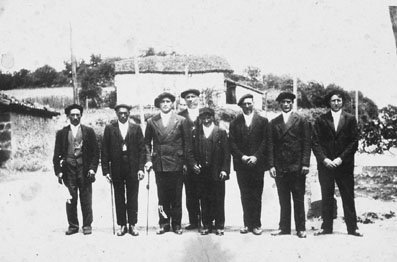
Corporación Municipal EAJ-PNV Aránzazu(1931).

En las elecciones municipales de 1931, el Partido Nacionalista Vasco (PNV) ganó esos comicios en Aránzazu logrando cinco concejales de los que Pedro formó parte. En la fotografía se ve junto a otros integrantes de la composición municipal a la citada corporación nacionalista (de izquierda a derecha):
1. Gregorio Barrenetxea Txabal, Alguacil
2. Juan Miguel Yurrebaso Txori, Juez
3. Gerbasio Uria y Vicandi, Alcalde (PNV)
4. Pedro de Artetxe y Bilbao, Teniente de Alcalde(el pequeño) (PNV)
5. Gregorio de Etxezarraga y Buzterri (Atrás) (PNV)
6. Klemente de Yurrebaso y Belamendia (PNV)
7. Pedro de Ipiña y Beaskoetxea (2.º por la derecha) (PNV)[2]
8. José de Iturrino y Achaval.

## Euzko Gudarostea
Pedro participó como Teniente de la 2.ª Compañía "Bizkaigana" del Batallón 59 "Rebelión de la Sal" del Euzko Gudarostea en la guerra civil española.
Tras librar múltiples batallas, el 26 de agosto de 1937 el Ejército Vasco cayó en Santoña en poder del Ejército Regular italiano al mando del mariscal Manchini. Voluntariamente aceptaron que los italianos les protegieran del ejército de Franco en el Penal del Dueso. Los Gudaris fueron tratados muy bien durante los días que estuvieron bajo custodia italiana, pero el día 2 o 3 de septiembre el ejército franquista ocupó el penal y los italianos les abandonaron en manos de los militares españoles, con sus cruentas consecuencias.
Pedro es juzgado mediante Juicio sumarísimo condenado a pena de muerte, pena que le fue conmutada el 16 de septiembre de 1937 por 30 años de reclusión.
El 4 de agosto de 1938 es trasladado a la prisión de El Puerto de Santa María (Cádiz) en la que ingresa el 6 de agosto para continuar extinguiendo la pena impuesta.
El capellán de su batallón, fue el padre pasionista en vías de canonización Victoriano Gondra Muruaga conocido por todos como Aita Patxi y con quien entabló amistad como relataría el mismo Pedro en el libro escrito por José Ignacio Lopategui "Aita Patxi Testimonios 1ª Parte: En la Guerra."

## Tras la guerra
Una vez finalizada la guerra y recuperada su libertad, contrae matrimonio con María Arana Barrenetxea natural del barrio de Olabeaga en Bilbao. María pronto caerá embarazada y tras un embarazo complicado da a luz un niño que finalmente fallece. Tras el dolor de esa pérdida, en el año 1944 son padres de nuevo de un varón. En 1947 tienen a su primera hija y en 1953, María traería al mundo mellizas para sorpresa y júbilo de Pedro.
Regentaban el bar municipal en los bajos del Ayuntamiento de Aranzazu, pero en su afán por prosperar, en 1955 cuando las mellizas contaban con dos años, optan por dejarlas temporalmente al cuidado de unos familiares en Castillo Elejabeitia (Artea) y emprenden viaje a Basauri donde finalmente se establecerán y donde Pedro, tras adquirir una lonja en propiedad, pone en marcha el Bar-Restaurante Ipiña. Visitaban los fines de semana a las mellizas en Artea, el restaurante funcionaba bien y finalmente, cuando las pequeñas cumplen nueve años, deciden que es el momento de que se trasladen junto al resto de la familia a Basauri.
Junto a María, regentó el restaurante hasta su retiro convirtiéndolo en un próspero negocio familiar.
El 21 de octubre de 1985, moría en su domicilio de Basauri a los 81 años de edad.

## Galería fotográfica

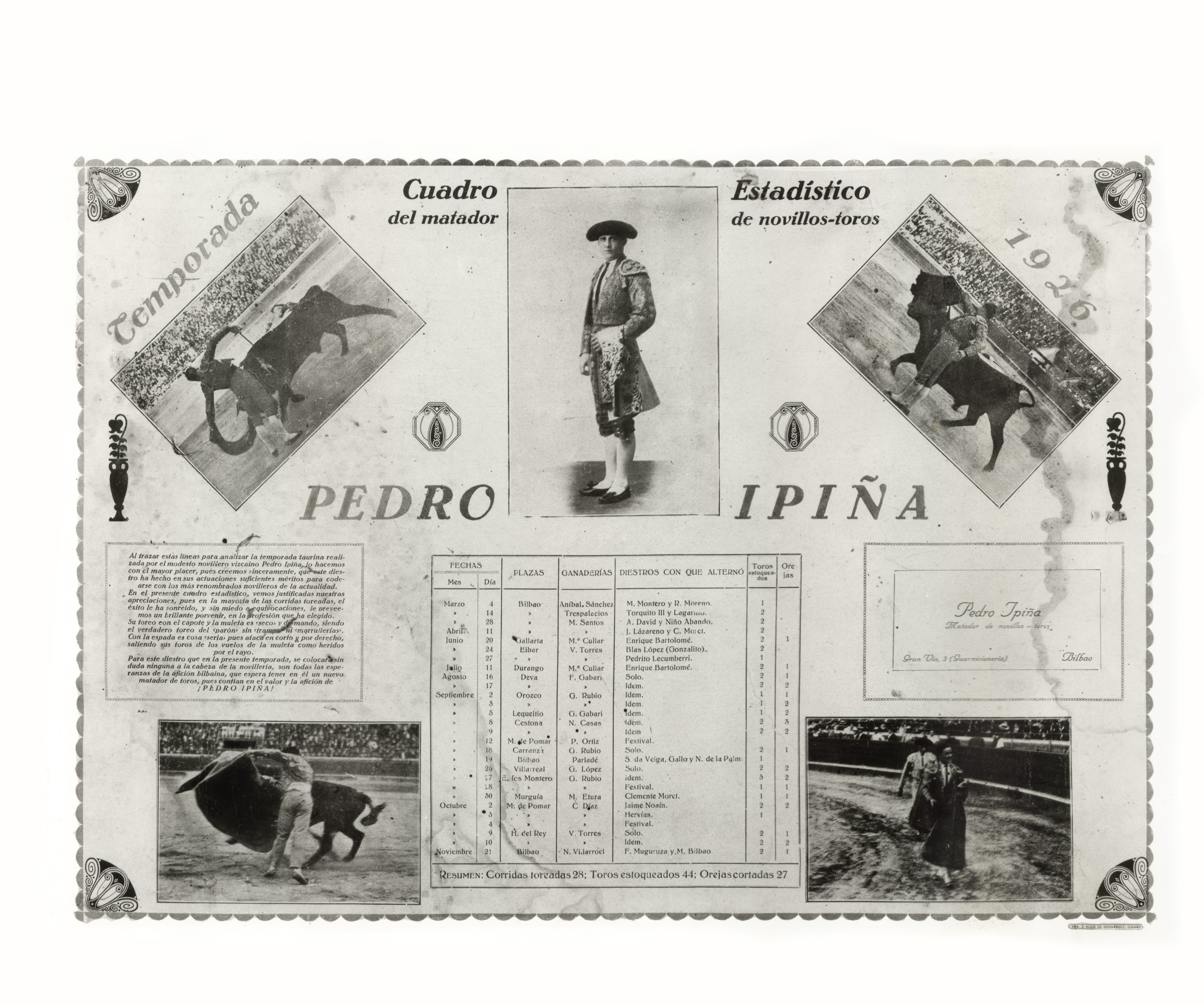
Cuadro Estadístico Temporada 1926
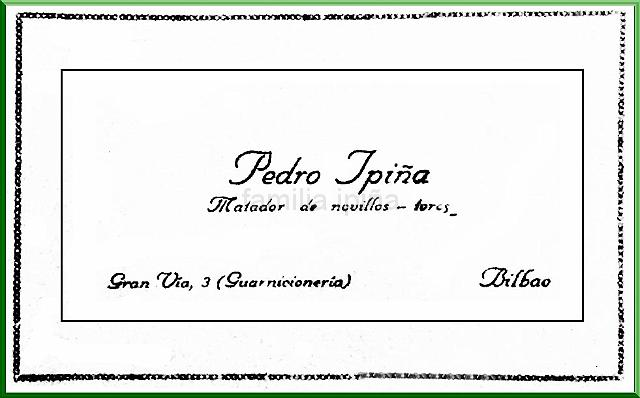
Tarjeta Personal Matador de Novillos-Toros
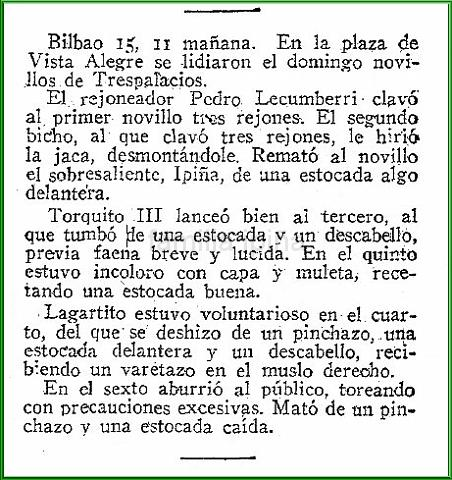
Rejoneo en Bilbao. Marzo de 1926
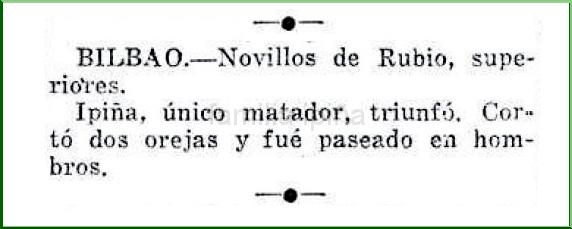
Morenito triunfa en Bilbao. Septiembre de 1927
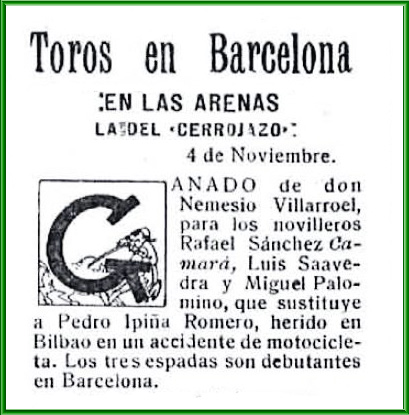
Morenito sustituido en Barcelona por accidente de moto